# Webový integrátor
Webový integrátor koordinuje práci všech subjektů zapojených do projektu webové integrace. V praxi se nejčastěji jedná o:
- marketingové oddělení zadavatele,
- reklamní nebo PR agenturu zadavatele,
- správce interních systémů (IT oddělení zadavatele, případně pověřený dodavatel či systémový integrátor),
- poskytovatel(é) externích dat,
- vlastní nebo externí vývojový tým,
- provozovatele řešení (hostingové služby),
- externí specialisty (on-line disciplíny).

Cílem práce webového integrátora je uvedení všech dotčených subjektů do souladu v rámci celého řešení s primárním zaměřením na naplnění definovaných (obchodních či jiných) přínosů pro zadavatele.
Webový integrátor, na rozdíl od systémového integrátora, do svých služeb zahrnuje i oblasti marketingu a komunikací a nové internetové disciplíny, nikoliv však oblasti týkající se interních systémů, jako je problematika datových skladů, DMS, ERP a podobně. Webový a systémový integrátor nejčastěji spolupracují při definici rozhraní k interním systémům klienta, která mají být využita pro realizaci webového řešení a při návrhu optimalizace dotčených procesů.
Oproti digitální agentuře je náplň činnosti webového integrátora rozšířena právě o oblast napojení interních systémů a vyšší míru vývoje specifické funkcionality. Jako v případě systémového integrátora může i webový integrátor spolupracovat s digitální agenturou v oblastech marketingových a nových internetových disciplín.

## Webová integrace
Jedná se o proces spojující výstupy všech činností a komponent nutných pro realizaci webového projektu jako celku. Partner, který zadavateli garantuje, že projekt proběhne v souladu s připravenou specifikací a zajistí koordinaci veškerých potřebných činností je webový integrátor.
Webová integrace je „podmnožinou“, případně „odnoží“ systémové integrace. V rámci webové integrace se realizuje napojení na interní systémy zadavatele, cílem nicméně není řešit interní vazby těchto systémů. Webový integrátor je ale schopen pomoci s narovnáním procesů, které přesahují pomyslné hranice interních systémů a směřují z vnějšího do vnitřního prostředí nebo naopak a využívají internetové (tedy i mobilní) technologie, to vše s přihlédnutím na nutnost zapojení případných dalších odborných disciplín a efektivnosti vynaložených nákladů.
Vlastní propojení/ integrace může být realizována na úrovni datové, uživatelského rozhraní, technologické, funkční, organizační či metodické. Nejvhodnější způsob nebo jejich kombinaci je vždy nutné zvolit dle aktuálních podmínek s přihlédnutím k efektivitě vynaložených nákladům.